# Ramsau bei Berchtesgaden
Ramsau bei Berchtesgaden este o comună aflată în districtul Berchtesgadener Land, landul Bavaria, Germania.